# Mediastinoskopia
Mediastinoskopia – badanie pozwalające na zobrazowanie zawartości śródpiersia. Zabieg umożliwia pobranie wycinków tkanek (np. węzłów chłonnych) do badań histopatologicznych. Badanie zapewnia bezpośredni dostęp do okolic przedtchawicznych, okołotchawicznych, pod rozwidleniem tchawicy oraz okolic tchawiczno-oskrzelowych.

## Wskazania
- nowotwory śródpiersia[4]
- ocena zaawansowania raka płuc[4]
- powiększenie węzłów chłonnych śródpiersia (np. chłoniak)[4]
- choroby płuc (np. sarkoidoza[4], histoplazmoza)

## Przeciwwskazania
- przebyta mediastinoskopia[4]
- zespół żyły głównej górnej[4]
- poważne odchylenia w budowie tchawicy[4]
- choroby naczyń mózgowych[4]
- tętniak aorty piersiowej[4]
- zdjęcia RTG klatki piersiowej w historii[4]
- przeciwwskazania do znieczulenia ogólnego[4]
- zaawansowana kifoza[4]
- niezdolność pacjenta do wyprostowania szyi[5]

## Badanie

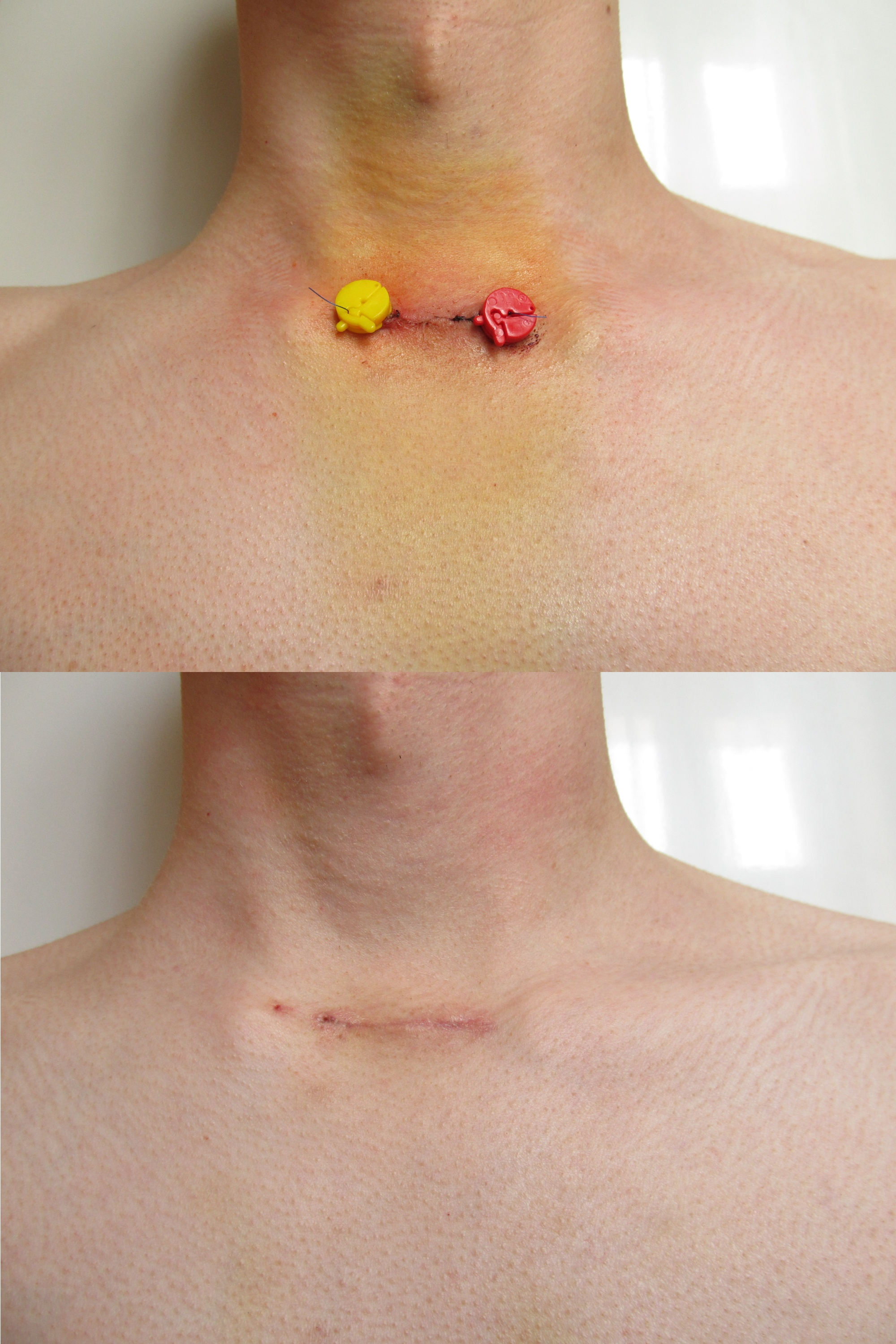
Blizna pooperacyjna: 2 i 10 dni po zabiegu

Badanie wykonywane jest przy znieczuleniu ogólnym. Pacjent ułożony jest w pozycji leżącej na plecach z odwiedzeniem głowy ku tyłowi. Zabieg polega na wprowadzeniu mediastinoskopu poprzez nacięcie na szyi o rozmiarze 3–5 cm. Nacięcie wykonywane jest pomiędzy jabłkiem Adama, a rękojeścią mostka (wcięcie szyjne), później uwidacznia się tchawicę. Następnie przystępuje się do badania palpacyjnego w celu oceny obecności powiększonych węzłów chłonnych. Przyrząd wprowadzany jest do tunelu utworzonego palcem (pomiędzy tchawicą a mostkiem pacjenta) i przesuwa się w głąb śródpiersia. Wycinki tkanek pobierane są za pomocą ssaka oraz szczypczyków.

## Powikłania
Najważniejsze:
- odma opłucnowa[5]
- zakażenie rany[4]
- zaburzenia rytmu serca[5]
- niedowład nerwu krtaniowego[3] lub przeponowego[5]

Rzadkie:
- krwawienie z dużych naczyń (np. aorta)[5]
- uszkodzenie tchawicy[4]
- uszkodzenie przełyku[4]